# Mont Dayman
Le mont Dayman se situe dans la chaîne Owen Stanley dans la province de Baie Milne en Papouasie-Nouvelle-Guinée. Il culmine à 2 850 mètres d'altitude.